# Голицын, Василий Васильевич
Князь Васи́лий Васи́льевич Голи́цын (1643[…], Москва — 21 апреля [2 мая] 1714, Пинега, Архангелогородская губерния) — русский боярин, дипломат, государственный деятель и фаворит царевны Софьи Алексеевны. Фактический глава русского правительства во время регентства царевны Софьи Алексеевны (1682—1689) в звании воеводы и с титулом «Царственныя большия печати и государственных великих посольских дел сберегатель, ближний боярин и наместник новгородский». Видный реформатор, но неудачливый полководец, потерпевший серьёзные поражения в Крымских походах (1687 и 1689). Родоначальник старшей ветви рода Голицыных («Васильевичи»).

## Биография
Второй сын боярина князя Василия Андреевича Голицына (ум. 1652) и княжны Татьяны Ивановны Ромодановской.
Его сестры: Прасковья Васильевна Голицына (ок. 1645—1706) замужем за М.Ю.Долгоруковым, Ирина Васильевна Голицына (ок.1647—1679) была замужем за Ю.П.Трубецким, мать Ивана Юрьевича и Юрия Юрьевича Трубецких, Анна Васильевна Голицына (в замуж. Салтыкова) — мать Василия Федоровича Салтыкова.

#### Служба царюАлексею Михайловичу
В 1658 году упоминается в придворных чинах — стольник и чашник. В 1660 году двадцать четвёртый чашник для подания питья Государю во время приёма в Грановитой палате грузинского царевича Николая. В 1662 и 1663 годах государев возница, ездил с Государём в Савин и Троице-Сергиев монастыри. В январе 1675 года голова выборной сотни стольников.

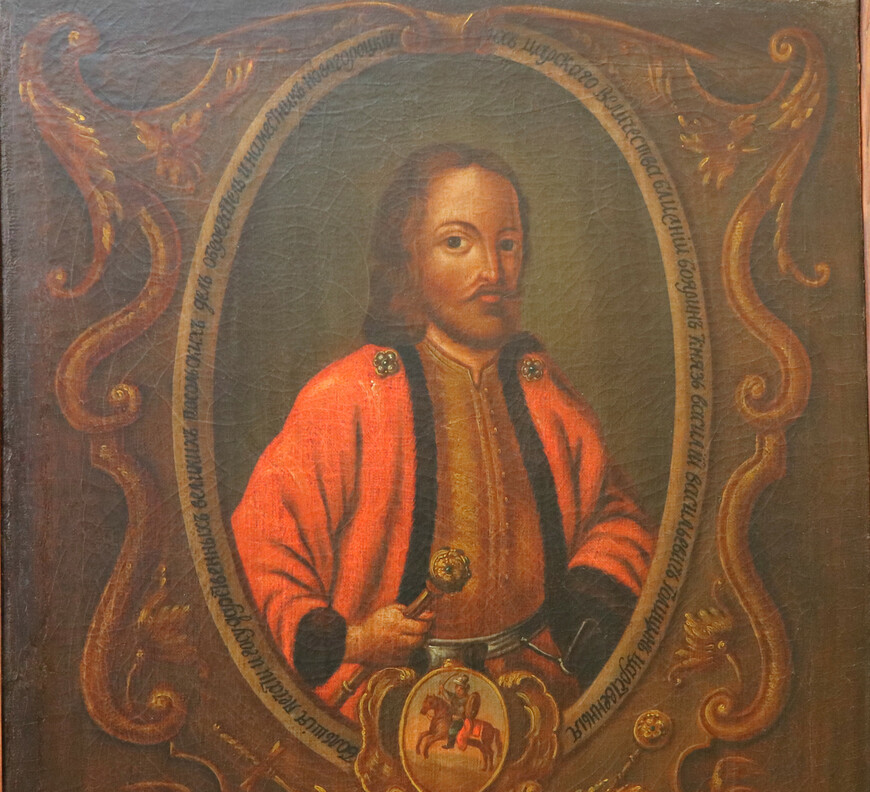
Парсунный портрет князя В. В. Голицына (втор. пол. XVII в.). Неизвестный художник.

#### Службацарю Фёдору Алексеевичу
В 1676 году первый полковой воевода войск расположенных в Белгородской засечной черте, в мае послан в Путивль и Малороссийские города для охранения от нападения турецких и крымских войск. Из Путивля поехал в Курск и Чигирин для предотвращения принятия турецкого подданства заднепровского гетмана П. Д. Дорошенко, которого привёл в российское подданство, забрав у него все гетманские знаки, булаву турецкого султана и другие султанские знаки, за что пожалован Государём данной булавою. В этом же году возведён в ранг боярина, в марте послан воеводою войск к Чигирину для отражения турецких и крымских набегов. В 1676—1680 годах заведовал Пушкарским и Владимирским судными приказами. В 1677 году местничал с князем Г. Г. Ромодановским. В сентябре 1678 года отправлен первым воеводою Большого полка в Киев, для охраны города и всей Украины от турок и крымцев, в данной должности находился и в 1680 году. В ноябре 1680 года послан первым воеводою Большого полка в Севск против турецких и крымских войск. В ноябре 1681 года, указал ему Государь, произвести реформу войск. Главной реформой было предложение об отмене местничества, что и было проведено в январе 1682 года по Соборному постановлению, в котором он подписался семнадцатым бояриным. По его реформе войска были поделены на роты и в каждую определён ротмистр и другие руководящие и обеспечивающие чины. После был первым в Боярской думе. В связи с кончиной царя Фёдора Алексеевича реформа до конца не была реализована, сам князь в горе дневал и ночевал в Архангельском соборе у гроба царя.

#### Служба во времена регентствацаревны Софьи Алексеевны
С мая 1682 года Князь Василий возглавил Посольский приказ. В это время внешнеполитическая обстановка для России была очень сложной — напряжённые отношения с Речью Посполитой, подготовка Османской империи, несмотря на Бахчисарайский мирный договор 1681 года, к войне с Русским царством, вторжение крымских татар (май — июнь 1682) в русские земли. Перед коронацией царей Ивана V и Петра I Алексеевичей, 25 июня 1682 года, послан первым из Грановитой палаты на Казённый двор за царскими регалиями: животворящие кресты, бармы, золотые цепи и иные предметы для коронации, которые отнёс в Успенский собор на подготовленные места, по поручению патриарха докладывал Государям о готовности мероприятия. В июле ездил третьим с царями в Троице-Сергиев монастырь
После стрелецкого бунта 1682 года, будучи сторонником Милославских и фаворитом правительницы Софьи Алексеевны, он сосредоточил в своих руках руководство важнейшими приказами. В 1683 году, во время поездки царей по монастырям, за что пожалован золотым, упоминается последним дворцовым воеводою. В 1685 году первый судья в Казанском приказе и указано ему произвести следствие о стрелецком бунте. В 1686 году первый судья в Иноземном и Рейтерском приказах, в этом же году первый при переговорах с польскими послами. В настоящее время в Оружейной палате хранится чаша, которая была пожалована В. В. Голицыну в 1686 году по случаю заключения вечного мира с Польшей (ранее данная чаша принадлежала патриарху Никону).
Приступил к проведению активной внешней политики, направив в Константинополь чрезвычайное посольство, чтобы склонить Порту к союзу с Русским царством на случай войны с Польшей. Другое русское посольство — в Варшаве — работало над усилением противоречий между поляками и турками. Результатом стал отказ Польши и Турции от прямого выступления против Москвы.
Являлся сторонником европеизации, а также (по утверждению С. М. Соловьёва), покровительствовал иезуитам. Один из европейских посланников так описывал Голицына: 

Я думал, что нахожусь при дворе какого-нибудь италиянского государя. Разговор шёл на латинском языке обо всём, что происходило важного тогда в Европе; Голицын хотел знать мое мнение о войне, которую император и столько других государей вели против Франции, и особенно об английской революции; он велел мне поднести всякого сорта водок и вин, советуя в то же время не пить их. Голицын хотел населить пустыни, обогатить нищих, дикарей, сделать их людьми, трусов сделать храбрыми, пастушеские шалаши превратить в каменные палаты. Дом Голицына был один из великолепнейших в Европе
В связи с арестом его имущества, сохранилось подробное описание обстановки палат Голицына в Охотном Ряду: 

В палате подволока накатная, прикрыта холстами, в середине подволоки солнце с лучами вызолочено сусальным золотом, круг солнца беги небесные с зодиями и с планеты писаны живописью, от солнца на железных трех прутах паникадило белое костяное о пяти поясах, в поясе по осьми подсвечников, цена паникадилу 100 рублей. А по другую сторону солнца месяц в лучах посеребрен; круг подволоки в 20 клеймах резных позолоченных писаны пророческие и пророчиц лица. В четырёх рамах резных четыре листа немецких, за лист по пяти рублей. Из портретов были у Голицына: в. кн. Владимира киевского, царей — Ивана IV, Феодора Ивановича, Михаила Феодоровича, Алексея Михайловича, Феодора, Ивана и Петра Алексеевичей; четыре персоны королевских. На стенах палаты в разных местах пять зеркал, одно в черепаховой раме. В той же палате 46 окон с оконницами стеклянными, в них стекла с личинами. В спальне в рамах деревянных вызолоченных землемерные чертежи печатные немецкие на полотне; четыре зеркала, две личины человеческих каменных арапские; кровать немецкая ореховая, резная, резь сквозная, личины человеческие и птицы и травы, на кровати верх ореховый же резной, в средине зеркало круглое, цена 150 рублей. Девять стульев обиты кожами золотными; кресла с подножием, обиты бархатом. Много было часов боевых и столовых во влагалищах черепаховых, оклеенных усом китовым, кожею красною; немчин на коне, а в лошади часы. Шкатулки удивительные со множеством выдвижных ящиков, чернилицы янтарные. Три фигуры немецкие ореховые, у них в срединах трубки стеклянные, на них по мишени медной, на мишенях вырезаны слова немецкие, а под трубками в стеклянных чашках ртуть

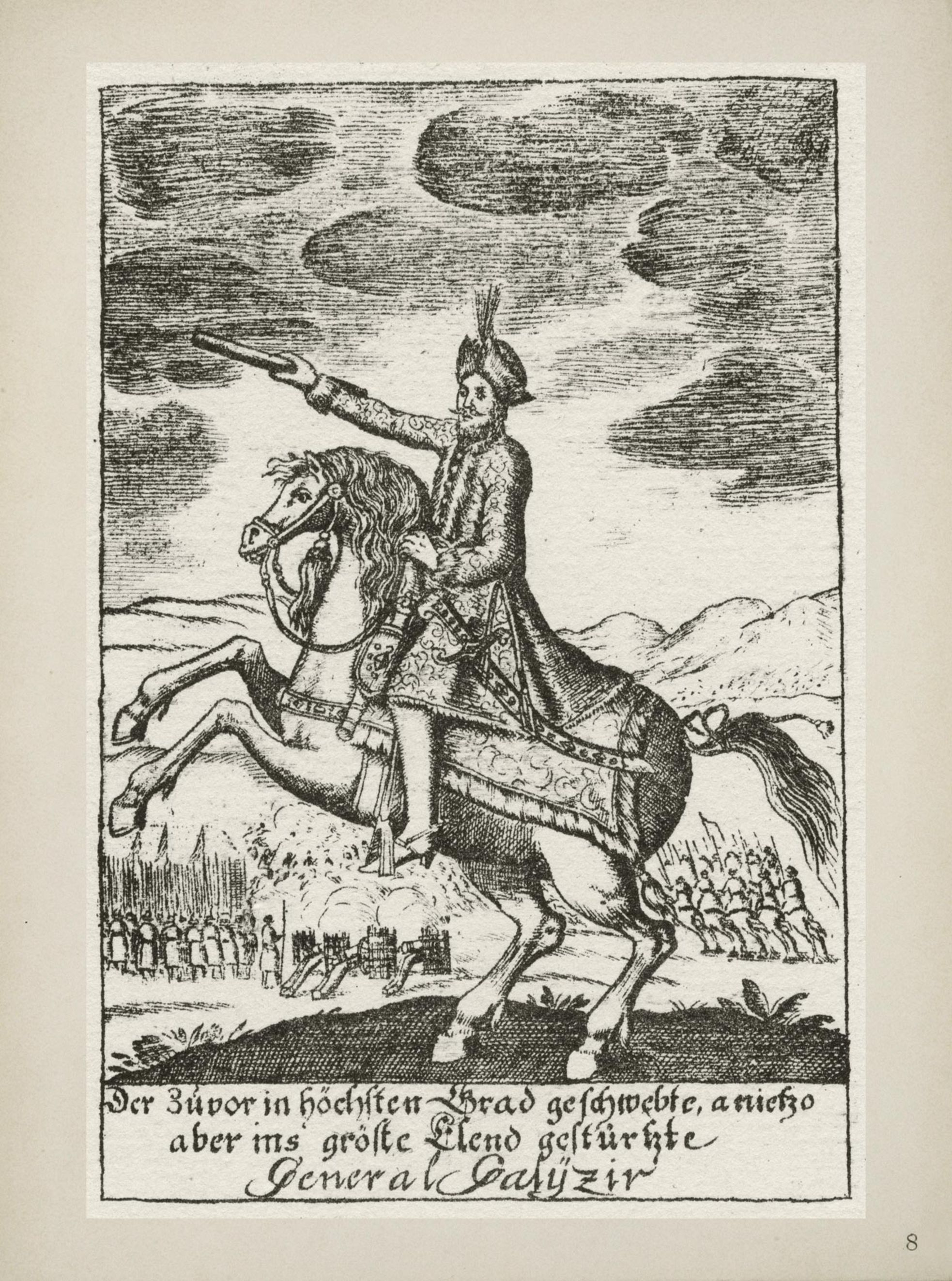
Гравюра с изображением В. В. Голицына в походе, кон. XVII в.

Исходил из представления о главной задаче российской внешней политики, как укреплении русско-польских отношений, что обусловило временный отказ от борьбы за выход к Балтийскому морю. В 1683 году подтвердил Кардисский договор между Россией и Швецией. Стал инициатором отказа России от предложения венского посольства о заключении имперско-русского союзного договора без участия Польши.
В 1686 году длительные и сложные переговоры между Россией и Польшей, в которых Голицын играл ведущую роль, завершились подписанием «Вечного мира», согласно которому Речь Посполитая получала 146 тысяч рублей субсидий на ведение войны с Портой и Крымом, а Россия должна была объявить войну Турции.
Под давлением польской стороны, пригрозившей разрывом отношений с Россией, в осуществлении положений договора с Польшей, организовал два больших Крымских походов, к Перекопу против Крымского ханства в 1687 и 1689 годах. Эти походы, приведшие к значительным небоевым потерям, из-за недостатка воды и фуража, по русским источникам не перешли в крупные военные столкновения, однако оказали косвенную помощь союзникам России, помешав татарам против них выступить.
Главная цель походов была выполнена, а именно: отвлечь Крымское ханство от войны с союзнической Священной Лигой. Во время первого похода 1687 года был разгромлен турецкий вассал, Буджакская орда. Генерал Г. И. Косагов взял крепость Очаков и некоторые другие крепости и вышел к Чёрному морю, где начал строительство крепостей. Об успехах Косагова восторженно писали западноевропейские газеты, а турки, опасаясь атаки Константинополя, стягивали к нему армии и флот.
Помимо укрепления связей со всеми европейскими дворами, Голицын уделял внимание отношениям с Китаем. При нём, в 1689 году, заключён Нерчинский договор. В 1689 году первый судья в Великороссийском, Малороссийском и Новгородском приказах, в Устюгской и Галичской четях.
У де ла Нёвилля и Куракина приведены позднейшие слухи о том, что между Софьей и Голицыным существовала интимная («плотская») связь. Однако ни переписка Софьи с фаворитом, ни свидетельства времени её правления не подтверждают этого. «Дипломаты не видели в их отношениях ничего, кроме благоволения Софьи к князю, и не находили в них непременного эротического оттенка».

#### Судьба Голицына после  воцаренияПетра I Алексеевича
После того, как в 1689 году Пётр I стал де-факто единовластным государем и регентство царевны Софьи прекратилось, Голицын числился двенадцатым боярином. В сентябре 1689 года был лишён боярства и всего имущества, но не княжеского достоинства, и сослан с семьёй в Еренский городок. В 1691 году Голицыных решено было отправить в Пустозерский острог. Отправившись из Архангельска на кораблях, Голицыны зимовали на Мезени в Кузнецкой слободе, где встретили семью протопопа Аввакума. Весной 1692 года, вновь был получен новый указ: «Не велели их в Пустозерский острог посылать, а велели им до своего великих государей указу быть в Кевроле» (на Пинеге). Последним местом ссылки Голицыных был Пинежский Волок, где Василий Васильевич умер в 1714 году.
По завещанию похоронен в соседнем Красногорском монастыре.

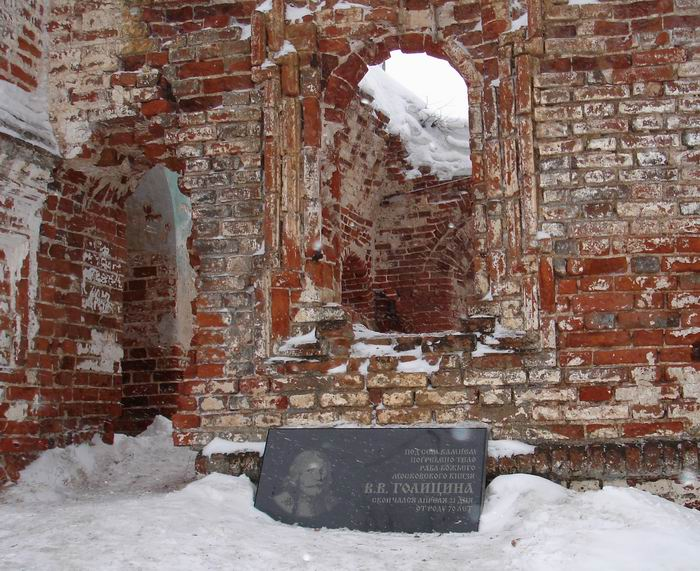
Доска в память о В. В. Голицыне на руинах Красногорского монастыря

## Оценка деятельности
Князь Василий Васильевич был одним из образованнейших людей своего времени, имел богатейшую по тем временам частную библиотеку. Получив великолепное домашнее образование, в совершенстве владел латинским и польским языками, был знаком с немецким и греческим языками. Голицын ясно понимал основную задачу века — более тесное сотрудничество с Западом, поэтому являлся сторонником расширения связей со странами Западной Европы. Как приближённый царицы Софьи Алексеевны, проигравшей борьбу за власть, он в глазах потомства получил незаслуженно низкую оценку своей деятельности. Его противостояние Петру I носило, скорее, личностный, а не мировоззренческий характер. Видя его в числе врагов Петра, потомки привыкли воспринимать Василия Голицына как противника его реформ. На самом деле он был приверженцем преобразований общества в европейском духе — покровительствовал иностранцам, был активным сторонником образования русского юношества за границей, хотел освободить крестьян от крепостной зависимости, завести постоянные посольства при европейских дворах, даровать религиозную свободу.
За искусство в политических делах и выполнение важнейших обязанностей внутри России, современники дали князю Василию Васильевичу прозвище — Великий Голицын.

## Семья
- 1-я жена княжна Федосья Васильевна Долгорукова (ум. не ранее 1685), дочь воеводы князя Василия Фёдоровича Долгорукова. Брак бездетный.
- 2-я жена Евдокия Ивановна Стрешнева (ум. после 1725), дочь боярина Ивана Большого Фёдоровича Стрешнева. В этом браке 6 детей:
  - Ирина (1671—1709), замужем за князем Юрием Юрьевичем Одоевским (1672—1722).
  - Алексей (1665—1740), женат на Марфе Исаевне Квашниной, отец шута Анны Иоанновны; от князя Алексея происходит старшая, наименее богатая и заметная ветвь рода Голицыных, пресекшаяся в середине XX века.
  - Евдокия (1676—?). Возможно, замужем за стольником Борисом Борисовичем Змеевым.
  - Пётр
  - Иван
  - Михаил (1689 — до 1726), женат на Татьяне Степановне Нееловой. Брак бездетный[15].

## В литературе
- В книге Даниеля Дефо «Дальнейшие приключения Робинзона Крузо…» (1719), где знаменитый литературный герой совершает путешествие через Россию, выведен ссыльный князь Голицын, которому Робинзон предлагает побег. Имя князя не названо, а местом ссылки назван Тобольск. Действие происходит зимой 1703-04 года. Голицын отказывается бежать, но соглашается на побег сына, также не названного по имени. Робинзон вывозит его через Архангельск под видом своего управляющего.
- Один из персонажей исторического романа А. Н. Толстого «Пётр Первый». В экранизации первой части романа (Юность Петра, 1980; режиссёр Сергей Герасимов) роль Василия Васильевича Голицына исполнил Олег Стриженов.
- Один из персонажей исторического романа Роберта Масси «Пётр Великий. Его жизнь и его мир». В экранизации романа «Пётр Великий» роль Василия Васильевича Голицына исполнил Джеффри Вайтхед.
- Р. Р. Гордин, роман «Игра судьбы» (2001).
- Один из персонажей исторического романа 1878 года Всеволода Соловьёва «Царь-девица». Представлен, как возлюбленный царевны Софьи.
- Один из персонажей исторического романа Бориса Акунина «Ореховый Будда» (2018). Описаны эпизоды жизни Голицына в ссылке в Пинеге.
- В фильме «Молитва о гетмане Мазепе» роль Василия Васильевича Голицына исполнил украинский актер Олег Драч[укр.].